# Стефан (Хмиляр)
Стефа́н (Ви́ктор) Хми́ляр (англ. Stephen (Victor) Chmilar, укр. Стефа́н (Ві́ктор) Хмі́ляр; 24 мая 1945, Ламонт, провинция Альберта, Канада — 21 декабря 2024) — прелат Римско-католической церкви, 3-й украинский греко-католический епископ Торонто, с 1968 по 1991 год был базилианином (O.S.B.M.).

## Биография
Виктор Хмиляр родился 24 мая 1945 года в Ламонте. С 1966 по 1968 год обучался в Оттавском университете, который окончил со степенью бакалавра философии. После защитил степень бакалавра теологии в Университете Святого Павла в Оттаве, где учился с 1968 по 1972 год.
В 1968 году принёс вечные монашеские обеты в ордене базилиан и принял новое имя Стефан. 11 июня 1972 года был рукоположён в сан священника, после чего служил в приходах Украинской греко-католической церкви в Канаде и США. С 1972 по 1984 год служил или был настоятелем приходов в Чипмане в провинции Альберта, Святого Василия Великого в Эдмонтоне, Святого Иоанна Крестителя в Оттаве, Покрова Пресвятой Богородицы в Ванкувере. В 1984—1988 годах был настоятелем прихода Преображения Господня в Денвере, в штате Колорадо, в 1988—1990 годах служил на приходе Святого Николая в Буффало, в штате Нью-Йорк. В 1990—2000 годах был настоятелем прихода Святого Николая в Гамильтоне, в провинции Онтарио, с 2000 года до епископской хиротонии был настоятелем прихода Успения Пресвятой Богородицы в Миссисоге — городе в той же провинции. В 1991 году Хмиляр вышел из ордена и стал приходским священником епархии Торонто.
Занимал должности канцлера епархии. Хмиляр был членом совета священников и членом Коллегии епархиальных советников епархии Торонто. Работал в Трибунале по делам семьи в Оттаве и Трибунале по делам семьи Украинской греко-католической церкви в Эдмонтоне. В течение пяти лет служил духовником в новициате Конгрегации сестёр служебниц Непорочной Девы Марии. Более десяти лет был руководителем летних детских лагерей Украинской греко-католической церкви в Оттаве, Эдмонтоне и Ванкувере.
3 мая 2003 года римский папа Иоанн Павел II номинировал его в епископы Торонто. Епископская хиротония состоялась 23 июля 2003 года в церкви Успения Пресвятой Богородицы в городе Миссисога, в провинции Онтарио. 9 ноября 2019 года ушёл в отставку по возрасту.
Умер 21 декабря 2024 года в возрасте 79 лет.